# Ваксенбурггемајнде
Ваксенбурггемајнде (њем. Wachsenburggemeinde) општина је у њемачкој савезној држави Тирингија. Једно је од 44 општинска средишта округа Илм. Према процјени из 2010. у општини је живјело 2.531 становника. Посједује регионалну шифру (AGS) 16070051.

## Географски и демографски подаци
Ваксенбурггемајнде се налази у савезној држави Тирингија у округу Илм. Општина има пет насељених мјеста: Битштет (Bittstädt), Хархаузен (Haarhausen), Холцхаузен (Holzhausen), Рерензе (Röhrensee) и Силценбрикен (Sülzenbrücken). Просјечна надморска висина је 268 метара. Површина општине износи 32,0 km². У општини живи 2.531 становника. Просјечна густина становништва износи 79 становника/km².

## Међународна сарадња
| Мјесто | Држава    | Врста сарадње | Од    |
| ------ | --------- | ------------- | ----- |
|        | Француска | партнерство   | 1994. |
|        | Чешка     | пријатељство  | 1994. |
| Извор  |           |               |       |